# Андрейченко Володимир Павлович
Андрейченко Володимир Павлович (біл. Андрэйчанка Уладзімір Паўлавіч; 2 січня 1949, село Мар'янова Ліозненського району Вітебської області) — білоруський державний і політичний діяч, голова Палати представників Національних зборів Республіки Білорусь з 2008 по 2024 роки.

## Біографія
Трудову діяльність розпочав 1968 року після закінчення Лужесненського сільхозтехникуму агрономом колгоспу «Перемога соціалізму» Верхньодвиньського району Вітебської області БРСР. У 1968—1970 роках служив у лавах Радянської армії.
З 1970 до 1972 року працював старшим агрономом Зубковського спецвідділення «Сільгосптехніка». У 1972—1974 роках — інструктор, завідувач організаційного відділу Ліозненського райкому комсомолу. У 1974—1975 роках — інструктор Ліозненського райкому Комуністичної партії Білорусі. З 1975 до 1978 року був секретарем парткому радгоспу «Адаменко». У 1978—1981 роках — голова колгоспу ім. Данукалова Ліозненського району.
У 1981—1991 роках працював начальником управління сільського господарства, головою Ліозненського райвиконкому, першим секретарем Верхньовинського райкому КПБ. У 1985—1987 роках — голова Ліозненського райвиконкому Вітебської області. У 1987—1991 роках був першим секретарем Верхньодвинського райкому КПБ Вітебської області, голова Верхньодвинської районної Ради народних депутатів — перший секретар Верхньодвинського райкому КПБ.
У 1990—1994 роках — депутат Верховної Ради Білорусі XII скликання. У 1991—1994 роках був першим заступником голови Вітебського обласного виконавчого комітету, голова обласного комітету по сільському господарству і продовольству.
З листопада 1994 до жовтня 2008 року обіймав посаду голова Вітебського обласного виконавчого комітету.
З 13 січня 1997 року до 27 жовтня 2008 року — член Ради Республіки Національних зборів (комісії з економіки, бюджету і фінансів).
28 вересня 2008 року обраний депутатом Палати представників Національних зборів IV скликання по Глибоцькому виборчому округу № 22 Вітебської області. За результатами голосування, при явці виборців 92,5 %, набрав 51 731 голосів (85,9 % від загальної кількості).
27 жовтня 2008 року обраний головою Палати представників Національних зборів Білорусі четвертого скликання, за кандидатуру Андрейченко на посаду спікера нижньої палати білоруського парламенту проголосували 107 депутатів, проти — 1, один бюлетень був визнаний недійсним.
23 вересня 2012 року був знову обраний депутатом Палати представників V скликання по Докшицькому виборчому округу № 22, за результатами за його кандидатуру проголосували 86,7 % виборців, при загальній явці 86,9 %. 18 жовтня 2012 переобраний головою Палати представників Національних зборів V скликання. З 108 присутніх депутатів 105 проголосували за Володимира Андрейченко, 3 бюлетені визнано недійсними.
З практично тим же результатом (86,8 % голосів при явці 88,5 % виборців) обраний депутатом Палати на виборах до парламенту, які проведено 11 вересня 2016 року. 11 жовтня 2016 року знову переобраний головою Палати представників Національних зборів VI скликання, на цей раз за чергове переобрання Володимира Андрейченко Головою Палати представників проголосували 109 депутатів з 110.
На виборах в Палату представників, які відбулись 17 листопада 2019 року, Володимир Андрейченко вчетверте був обраний депутатом нижньої палати Національних зборів, набравши 45 278 голосів виборців (86,94 %), при явці на окрузі 92,39 %.
6 грудня того ж року був переобраний на свій четвертий термін одноголосно 110-ма голосами. Висунути Андрейченко на пост спікера запропонував депутат Ігор Марзалюк.
Перебував під санкціями Європейського союзу.
Наприкінці 2022 року Канада ввела персональні санкції проти Володимира Андрейченка.

## Освіта
Закінчив Лужесненський сільськогосподарський технікум (1968), Великолуцький сільськогосподарський інститут (1977), Мінську вищу партійну школу (1988), Академію управління при Президентові Республіки Білорусь.

## Сім'я
Одружений, має двоє дітей. Син Владислав Андрейченко очолює Вітебське відділення найбільшого оператора стільникового зв'язку «МТС».
У Володимира Андрейченко є котедж в мінському елітному районі Дрозди, де проживають здебільшого представники влади і люди, близько пов'язані з президентом Олександром Лукашенком.

## Нагороди
- Нагороджений орденами Вітчизни II і III ступенів, почесними грамотами Верховної Ради БРСР, Національних зборів Республіки Білорусь, Ради Міністрів Республіки Білорусь, удостоєний почесного звання «Заслужений працівник сільського господарства Республіки Білорусь» (2001).
- Орден Дружби (8 червня 2016 року, Росія) — за великий внесок у зміцнення російсько-білоруського міжпарламентського співробітництва та розвиток євразійської інтеграції.